# Nemam Ghafouri
Nemam Ghafouri, född i 25 december 1968 i Irak, död 1 april 2021 i Stockholm, var en svensk-kurdisk läkare.  Hon var välkänd för att ha hjälpt yazidiska offer från Islamiska staten (IS).

## Biografi
Ghafouri föddes i norra Irak där hennes kurdiska mor och syskon var på flykt undan irakiska regeringsstyrkor. Hennes far Mahmoud Agha Kaka Ziad Ghafouri var officer i den kurdiska motståndsrörelser och modern Gulzar Hassan Jalal var också engagerad i motståndet. Efter flykten vistades familjen i Naghadeh i Iran under Nemams uppväxt. När hon fyllt 20 år flyttade föräldrarna och sju av hennes tio syskon till Sverige. Hon läste till läkare i Ungern och sedan i Sverige där hon avlade läkarexamen vid Umeå universitet 2001. Mellan 2001 och 2003 studerade Ghafouri folkhälsa vid universitetets institution för epidemiologi och global hälsa. Senare vidareutbildade hon sig till thoraxkirurg. Mellan 2006 och 2007 genomförde Ghafouri inspirerad av liknande projekt i norra Sverige, de första epidemiologiska studierna angående riskfaktorer för hjärtkärlsjukdom i de irakiska delarna av Kurdistan.
Vid sidan av sitt ordinarie arbete reste hon som hjälparbetande läkare till Indien och Etiopien. Ghafouri hade rest för att hjälpa till i flyktinglägret Kawirgosk nära Erbil i juli 2014. Hon befann sig därför i Irakiska Kurdistan under sensommaren 2014 och var en av de första hjälparbeterna på plats när Islamiska statens offensiv mot Sinjar sände hundratusentals människor på flykt. Samma år grundade hon välgörenhetsorganisationen "Joint help for Kurdistan" och öppnade klinik i ett flyktingläger där många yazidier hamnat. Organisationen har fokuserat på att hjälpa yazidiska flyktingar och föräldralösa barn. Vis sidan av att erbjuda sjukvård drev Ghafouri och hennes organisation ett bageri i anslutning till flyktinglägret. Under en längre period arbetade hon några veckor i taget som stafettläkare i Sverige och Norge för att samla ihop pengar. Resten av tiden spenderade hon på och kring flyktinglägret i Kurdistan. Hon gjorde även enstaka turer till andra områden som hjälparbetare, bland annat efter en jordbävning i Iran. Med hjälp av den amerikanske diplomaten Peter Galbraith hjälpte hon flera yazidiska kvinnor att återförenas med barnen som de fött under fångenskapen hos IS.
Ghafouri var en uttalad kritiker till den svenska statens passivitet gentemot svenska faktiska och presumtiva IS-medlemmar. Hon beskrev situationen i Al-Hol som att IS-kvinnorna saknade ånger för sina brott och upprätthöll drömmen om "kalifatet" hos sina barn. Ghafouri förespråkade att fler IS-kvinnor skulle dras inför rätta, och att större ansträngningar skulle göras av hemländerna för att ta hem barnen och separera dem från sina mödrar för att undvika indoktrinering.
Ghafouri insjuknade i Covid-19 när hon var på uppdrag i Kurdistan. Hon evakuerades till Sverige för intensivvård och avled i sviterna av sjukdomen i Stockholm den 1 april 2021. Joint Help for Kurdistan har instiftat "Nemam Ghafouris Minnesfond" till stöd för verksamheter som hjälper utsatta människor.